# Teodoro Sandiko
Teodoro Sandiko (Manilla, 31 maart 1860 - San Juan, 19 oktober 1939) was een Filipijns politicus.

## Biografie
Teodoro Sandiko werd geboren in Pandacan in de Filipijnse hoofdstad Manilla. Zijn ouders waren Miguel Sandiko en María Paz de Santa Ana. Hij behaalde een bachelor of arts-diploma aan de University of Santo Tomas en studeerde twee jaar rechten aan dezelfde onderwijsinstelling. Later vertrok hij naar Spanje waar hij zijn rechtenstudie vervolgde aan een universiteit in de Spaanse hoofdstad Madrid. In Madrid was hij tevens manager van de organisatie La Solidaridad, een organisatie die als doel had om de Filipijnse behoefte aan veranderingen in de kolonie onder de aandacht te brengen van de Spanjaarden.
Nadat de Filipijnse revolutie was uitgebroken en het pact van Biak-na-Bato was mislukt, keerde Sandiko tegelijk met de leiders van de revolutionaire beweging, die in Hongkong in ballingschap zaten, terug in de Filipijnen. Hij vervulde daarna diverse functies voor de revolutionaire beweging onder leiding van Emilio Aguinaldo. Zo was hij minister van binnenlandse zaken en brigadegeneraal in het revolutionaire leger.
Na de revolutie was hij van 1906 tot 1909 twee termijnen gouverneur van de provincie Bulacan. In 1914 richtte Sandiko brak hij met de Nacionalista Party en richtte samen met enkele andere voormalige Nacionalistas een nieuwe partij op. Deze partij, de Democrata Nacional Party, werd naast de Progresista Party, de tweede oppositiepartij, naast de leidende Nacionalista Party van Sergio Osmena en Manuel Quezon. Sandiko was voorzitter van de Democrata Nacional Party tot de twee oppositiepartijen in 1917 verdergingen als Democrata Party en hij werd gekozen tot president van deze nieuwe oppositiepartij. In 1919 werd Sandiko gekozen als lid van de Filipijnse Senaat namens het derde senaatsdistrict. Hij werd enkele malen herkozen en diende tot 1933 in de senaat. In 1934 was hij vicepresident van de Constitutionele Conventie, waar de basis werd gelegd voor de Filipijnse Grondwet van 1935.
Na zijn politieke loopbaan was hij manager van de sigaarfabrieken van Katubusan en La Paz y Ben Viaje. Sandiko overleed op 19 oktober 1939 op 79-jarige leeftijd aan de gevolgen van een hartaanval.

## Bron
- Carlos Quirino, Who's who in Philippine history, Tahanan Books, Manilla (1995)